# Mae Lao (huyện)
Mae Lao (tiếng Thái: แม่ลาว) là một huyện (amphoe) ở phía trung của tỉnh Chiang Rai, phía bắc Thái Lan.

## Lịch sử
Khu vực huyện Mae Lao đã được tách ra từ huyện Mueang Chiang Rai và lập thành một tiểu huyện (King Amphoe) ngày 31 tháng 5 năm 1993. Ban đầu đơn vị này có 4 tambon Dong Mada, Chom Mok Kaeo, Bua Sali và Pa Ko Dam. Đơn vị này đã được nâng thành huyện ngày 15 tháng 12 năm 1996.

## Địa lý
Các huyện giáp ranh là (từ phía tây theo chiều kim đồng hồ) Mae Suai, Mueang Chiang Rai và Phan của tỉnh Chiang Rai.

## Hành chính
Huyện này được chia thành 5 phó huyện (tambon), các đơn vị này lại được chia thành 63 làng (muban). Có hai thị trấn (thesaban tambon) - Mae Lao nằm trên một phần của tambon Dong Mada, và các khu vực Ko Dam của tambon Pa Ko Dam và Chom Mok Kaeo. Ngoài ra có 5 tổ chức hành chính tambon (TAO).
| Số TT | Tên           | Tên tiếng Thái | Số làng | Dân số |  |
| ----- | ------------- | -------------- | ------- | ------ |  |
| 1.    | Dong Mada     | ดงมะดะ         | 18      | 9.642  |  |
| 2.    | Chom Mok Kaeo | จอมหมอกแก้ว     | 11      | 6.165  |  |
| 3.    | Bua Sali      | บัวสลี           | 12      | 4.389  |  |
| 4.    | Pa Ko Dam     | ป่าก่อดำ         | 13      | 6.227  |  |
| 5.    | Pong Phrae    | โป่งแพร่         | 9       | 4.356  |  |